# Фунчоза
Фунчоза, лонгкоу, целофанова локшина (дунг. финтьози II-I-II, финтьор II- I (粉條 子, 粉條 兒), кит. трад. 粉絲, спр. 粉丝, піньїнь: fěnsī, акад. феньси, повсякденні назви — «скляна, крохмальна, китайська локшина») — страва китайської, корейської, японської та інших азійських кухонь, яка готується з сухої локшини (т. зв. скляна локшина) з приправами з маринованого перцю і джусаю, моркви, редьки, цибулі та інших овочів. Подається в гарячому або холодному вигляді. Також може подаватися з грибами або з м'ясом (що характерно для корейської закуски чапчхе).
|                                 |  |                                               |  |                              |
| Суха фунчоза («скляна локшина») |  | У готовому вигляді фунчоза стає напівпрозорою |  | Куксу — фунчоза по-корейськи |

## Скляна локшина
Скляну локшину зазвичай отримують з рису, крохмалю бобів мунг. Рідше використовується крохмаль картоплі, маніока, канни, ямсу. У сучасному виробництві бобовий крохмаль може замінюватися на більш дешевий кукурудзяний крохмаль.
Як правило, скляна локшина має в розрізі круглий перетин; діаметр різниться. Продається в сушеному вигляді. Використовується в супах, салатах, смажених у фритюрі стравах. Свою назву «скляна локшина» отримала через напівпрозорий вигляду, який набуває після варіння.
В Україні часто скляну локшину непомилково називають рисовою. На відміну від рисової локшини, виробленої з рисового борошна, яка після варіння стає білою, майже подібною до спагеті, крохмальна локшина стає напівпрозорою, але менш стійка до термічної обробки. Саме в такій суміші робиться салат «Фунчоза», не перетворюючи його в кашу, а залишаючи волокнам локшини еластичність і звичні смакові якості.
В Таїланді з фунчози готують гострий салат ям (ยำ).